# Banco Zealandia
Zealandia Bank, Piedras de Torres ou Farallón de Torres (em português: Banco Zealandia, Pedras de Torres ou Farelhão de Torres) é o conjunto de dois pináculos rochosos e um vulcão submarino que se elevam na cadeia insular das Ilhas Marianas do Norte e situados a 11 milhas a nordeste da ilha de Sarigan. Estes dois pináculos estão a 0,5 milhas de distância um do outro, e um chega a mais de um metro acima do nível do mar durante a maré baixa. Devido ao seu pequeno tamanho, o Banco Zealandia não é quase nunca representado nos mapas das Ilhas Marianas do Norte.
O acidente geográfico é a parte exposta do pico erodido de um vulcão submarino.
Em 2004, um levantamento feito pela NOAH descobriu fumarolas ativas, incluindo possível atividade vulcânica.
O nome "Zealandia Bank" foi dado em 1858 a partir do navio britânico Zealandia. 